# Lake Malawi
Lake Malawi — чеський інді-поп гурт з Тржінеця, створений у 2013 році, який представляв Чехію на 64-му песенному конкурсі «Євробачення» з піснею «Friend of a Friend».

## Історія
Гурт був сформований Альбертом Черним у 2013 році після розпаду його колишнього гурту «Charlie Straight». Назва «Lake Malawi» натхненна піснею Bon Iver.
Незабаром після виходу першого синглу «Always June» на BBC London гурт виступив на Thirty Seconds to Mars in Prague (2014). У 2015 році Lake Malawi виступили на фестивалі The Great Escape у Брайтоні, а також випустили дебютний міні-альбом «We Are Making Love Again», сингл «Chinese Trees» з якого переміг у новій музичній опросній програмі на Amazing Radio. Свій перший повноформатний дебютний альбом «Surrounded by Light» гурт представив у 2017 році.
Lake Malawi зіграли понад 300 концертів у Чехії, Словаччині, Польщі, Австрії та Великій Британії. Їхня музика з'являлася в чеських фільмах і була представлена у рекламі великого залізничного перевізника.

### Євробачення
У 2019 році Lake Malawi стали одними з учасників Національного відбору Чехії на Євробачення. За результатами голосування гурт посів 2-е місце за голосами телеглядачів після Якуба Ондри та перше в голосуванні журі разом з Барборою Мочовою. Ці результати в сукупності принесли Lake Malawi перше місце у відборі та право представляти свою країну на Євробаченні 2019 року в Тель-Авіві, Ізраїль.
28 січня 2019 року під час оголошення результатів жеребкування стало відомо, що Чехія виступить у першому півфіналі Пісенного конкурсу Євробачення 2019.
14 травня 2019 року відбувся перший півфінал конкурсу, у якому Lake Malawi виступили під 6 номером. Гурт посів друге місце з 157 балами від журі та 85 балами від глядачів (242 у сумі), що дозволило Чехії кваліфікуватися до фіналу.
Фінал конкурсу відбувся 18 травня 2019 року. Lake Malawi отримали 157 балів, 7 з яких від телеглядачів, та посіли 11 місце на конкурсі. Станом на 2021 рік цей результат є другим найкращим для Чехії за час її участі у Євробаченні.

### Szansa na sukces
У січні 2020 року Альберт Черний став учасником польского відбору на Євробачення «Szansa na sukces». Співак виступив у третьому півфіналі, де виконав кавер на пісню The Beatles «Please Please Me». Співакові вдалося пройти до фіналу змагання, в якому він посів 2-ге місце зі своєю піснею «Lucy» з 6 балами (3 – від журі, 3 – від глядачів).

### Склад
До 2020 року гурт складався з Альберта Черних (вокал, гітара), Єроніма Шубрта (бас і клавішна) та Антоніна Грабала (ударні) та в такому вигляді був учасником Євробачення.
Проте 9 квітня стало відомо, що Антонін Грабал залишає Lake Malawi. Лідер групи Альбер Черний повідомив, що Грабал під час локдауну вирішив, що більше не хоче грати на барабанах, а хоче присвятити себе іншим справам, а не музиці.

## Дискографія

### Альбоми
| Назва               | Дата                   | Лейбл            |
| ------------------- | ---------------------- | ---------------- |
| Surrounded by Light | 10 листопада 2017 року | Holidays Forever |

### EP
| Назва                    | Дата                | Лейбл             |
| ------------------------ | ------------------- | ----------------- |
| We Are Making Love Again | 25 травня 2015 року | Самостійний реліз |

### Сингли
| Назва                      | Рік  | Альбом                   |
| -------------------------- | ---- | ------------------------ |
| «Always June»              | 2014 | поза альбомом            |
| «Chinese Trees»            | 2014 | We Are Making Love Again |
| «Aubrey»                   | 2015 | We Are Making Love Again |
| «Young Blood»              | 2015 | We Are Making Love Again |
| «We Are Making Love Again» | 2016 | We Are Making Love Again |
| «Prague (In the City)»     | 2017 | Surrounded by Light      |
| «Surrounded by Light»      | 2017 | Surrounded by Light      |
| «Not My Street»            | 2017 | поза альбомом            |
| «Bottom of the Jungle»     | 2017 | Surrounded by Light      |
| «Paris»                    | 2017 | Surrounded by Light      |
| «Spaced Out»               | 2018 | Surrounded by Light      |
| «Friend of a Friend»       | 2019 | поза альбомом            |
| «Stuck In the 80's»        | 2019 | поза альбомом            |
| «Lucy»                     | 2020 | поза альбомом            |
| «Shaka Zulu»               | 2021 | поза альбомом            |